# Юртная
Юртная (устар. Юртинская) — река в России, протекает по Солонешенскому району Алтайского края. Устье реки находится в 211 км по правому берегу реки Ануй. Длина реки — 23 км.

## Хозяйственная деятельность
В долине реки расположены земли сельскохозяйственного назначения, в основном — сенокосы и пастбища. На берегах реки село Юртное и посёлок Калининский Березовского сельсовета, в устье — посёлок Сибирячихинский сельсовет.

## Данные водного реестра
По данным государственного водного реестра России относится к Верхнеобскому бассейновому округу, водохозяйственный участок реки — Обь от слияния рек Бия и Катунь до города Барнаул, без реки Алей, речной подбассейн реки — бассейны притоков (Верхней) Оби до впадения Томи. Речной бассейн реки — (Верхняя) Обь до впадения Иртыша.
Код объекта в государственном водном реестре — 13010200312115100008450.